# George Michael Live in Australia
George Michael Live in Australia fue un concierto por el cantante y compositor inglés George Michael. Por primera vez desde su Faith World Tour en 1988, George Michael regresa a Australia en 2010 para realizar su concierto en vivo.

## Historia
Con la gira teniendo tres conciertos en Australia, el espectáculo presentó canciones de su carrera como solista y clásicos de su tiempo en Wham!

## Temas interpretados

### Setlist del priner manga
1. "Waiting (Reprise)"
2. "Fastlove"
3. "I'm Your Man"
4. "Father Figure"
5. "Everything She Wants"
6. "One More Try"
7. "An Easier Affair"
8. "Too Funky"   
Descanso
9. "Faith"
10. "Spinning The Wheel"
11. "Feeling Good"
12. "Roxanne"
13. "Amazing"
14. "Flawless (Go to the City)"
15. "Outside"
Repetir
16. "Careless Whisper"
17. "Freedom! '90"

## Personal

### La banda
- George Michael - vocales
- Chris Cameron - director musical/arreglista
- Lea Mullen - Percusión
- Phil Palmer -  Guitarras
- Andy Hamilton - saxofón, teclados, ewi
- Steve Walters - bajos
- Mike Brown - Guitarras
- Carlos Hercules - baterías
- Graham Kearns - guitarras
- Luke Smith - teclados
- Shirley Lewis - coros
- Jan Henry - coros
- Lincoln Jean-Marie - coros
- Lori Perry - coros
- Sharon Perry - coros
- Lucy Jules - coros

## Administración y producción
- Michael Lippman - artista gerente
- Andy Stephens - artista gerente
- Ken Watts - director de la gira
- Lisa Johnson - asistente del director de la gira
- Looloo Murphy - gerente del tour de GM
- Sharon Ashley - gerente del tour de la banda
- Ronnie Franklin - consultor de seguridad
- Mark Spring - gerente de producción
- Di Eichorst - coordinador de producción
- Scott Chase - director de escena
- James Kelly - gerente de espectáculo
- Willie Williams - diseñador de vídeo puesta en escena y director
- Vince Foster - conjunto y diseño de iluminación y operador
- Gary Bradshaw - frente de casa de sonido
- Andy Bramley - director de sonido
- Barrie Marshall and Doris Dixon - agentes

## Fechas de la gira

### Australia
| Fecha                 | Ciudad    | País      | Lugar                   |
| --------------------- | --------- | --------- | ----------------------- |
| 20 de febrero de 2010 | Perth     | Australia | Burswood Dome           |
| 26 de febrero de 2010 | Sídney    | Australia | Sídney Football Stadium |
| 3 de marzo de 2010    | Melbourne | Australia | Etihad Stadium          |